# Trekroner (przystanek kolejowy)
Trekroner (duński: Trekroner Station) – przystanek kolejowy w miejscowości Roskilde, w regionie Zelandia, w Danii. Znajduje się na ważnej magistrali kolejowej Vestbanen, między Roskilde i Kopenhagą. 
Obsługuje przede wszystkim Uniwersytet w Roskilde (RUC), ale budowa przystanku przyczyniła się do rozbudowy strefy mieszkalnej i komercyjnej w okolicy.

## Linie kolejowe
- Vestbanen[potrzebny przypis]